# Hit That
Hit That är en singel av det amerikanska punkrockbandet The Offspring och det var den första singeln som släpptes från albumet Splinter. Det var även den första singeln som Ron Welty inte var med och spelade trummor på och den första The Offspring-singeln som innehåller ljud av en synt. Singeln har två olika framsidor: en variant där det syns en kvinna, iförd en klänning med ett The Offspring-halsband (en brinnande dödskalle) runt halsen, hållande en marionettdocka föreställande en man i kostym och en variant där det syns en familj, helt gjord i glas eller is, som befinner sig utomhus på en gräsmatta.
Dexter Holland förklarar "Hit That" på följande vis: "Vi ville ha en låt som stod ut från mängden och då slutade det med 'Hit That', som är [en] ganska annorlunda [låt]. [...] Jag gillar låten eftersom den känns annorlunda. Den har en viss ska- och hiphopkänsla i sig. Det är nästan som en låt med en hiphopvers och en punkrefräng."

## Låtlista
Alla låtar är skrivna och komponerade av The Offspring, om inte annat anges. 
| Nr | Titel                        | Längd |
| -- | ---------------------------- | ----- |
| 1. | Hit That                     | 2:49  |
| 2. | Hit That (USC Marching Band) | 1:51  |

| 1. | Hit That                                      | 2:49 |
| 2. | The Kids Aren't Alright (BBC Radio 1 Session) | 4:13 |
| 3. | Long Way Home (live-version)                  | 2:34 |
| 4. | Hit That (USC Marching Band)                  | 1:51 |
| 5. | Hit That (Video CD Extra)                     | 3:01 |